# (7350) 1993 VA
1993 في أي (ويعرف أيضًا باسم (7350) 1993 في أي وفق تسمية الكوكب الصغير) (بالإنجليزية: 1993 VA)‏ هو كويكب ضمن حزام الكويكبات؛ وترتيبه 7350 من حيث الاكتشاف.
اكتُشف هذا الجُرم الفلكي بواسطة روبرت إتش ماكنوت في 7 نوفمبر 1993.

## وصلات خارجية
- (7350) 1993 VA في قاعدة بيانات مختبر الدفع النفاث لأجرام النظام الشمسي الصغيرة

- الاكتشاف · مخطط المدار ·  العناصر المدارية · المعلمات المادية

- (7350) 1993 VA على موقع ويكي سكاي: DSS2, SDSS, GALEX, IRAS, Hydrogen α, X-Ray, Astrophoto, Sky Map, Articles and images